# Pere Serra i Bosch
Pere Serra i Bosch   (Barcelona, 1770 - Barcelona, 6 de gener de 1837) fou un militar i arquitecte català.

## Biografia
Fll de Narcís Serra i Bell i de Francesca Bosch, es va casar amb Ramona Cardona.
Intervengué en les obres de la fortificació de Barcelona l'any 1798. Durant la Guerra del Francès fou capità de la companyia de guies de l'exèrcit; escriví un Prontuario de la mayor parte de los caminos y veredas del Principado de Cataluña, que, en còpies manuscrites, afavorí granment les operacions del francesos, fou imprès en acabar la guerra l'any 1814. Planificà l'anomenada font del Vell, del Plà de les Comèdies de Barcelona 1816-1819 i restaurà l'església del Carme. Soci de les acadèmies Sant Carles de València i de San Fernando de Madrid, publicà una Disertación sobre la conducción de aguas a las fuentes 1832.
Va morir a l'edat de 66 anys al carrer Nou de la Rambla, 10 (antic) 1er.

## Obres
- Prontuario de la mayor parte de los caminos y veredas del Principado de Cataluña
- Disertación sobre la conducción de aguas a las fuentes 1832